# Chaîne Duncan
La chaîne Duncan (en anglais : Duncan Mountains) est un massif montagneux de la chaîne de la Reine-Maud, dans la chaîne Transantarctique, en Antarctique.
Son point culminant, le mont Schevill, s'élève à 1 997 mètres d'altitude.
Elle est découverte en 1929 par l'expédition Byrd et nommée en l'honneur de James Duncan, directeur de Tapley Ltd, qui a envoyé des hommes à Dunedin, en Nouvelle-Zélande, afin d'apporter un support à ses expéditions.